# Liste de peintures de Pietro Longhi
Cette page fournit une liste chronologique de tableaux du peintre vénitien Pietro Longhi (1701-1785).
| Image | Thème               | Titre | Date        | Technique                 | Dimensions   | Lieu de Conservation                                   | Référence            |
| ----- | ------------------- | --- | ----------- | ------------------------- | ------------ | ------------------------------------------------------ | -------------------- |
|       | Scène de genre      | La Présentation | vers 1740   | huile sur toile           | 66 × 55 cm   | Musée du Louvre, Paris                                 | Musée                |
|       | Scène de genre      | La Polenta | vers 1740   | huile sur toile           | 61 × 50 cm   | Ca' Rezzonico, Venise                                  | Musée                |
|       | Scène de genre      | Le Couple Joyeux | vers 1740   | huile sur panneau de bois | 61 × 50 cm   | Ca' Rezzonico, Venise                                  |                      |
|       | Scène de genre      | Les blanchisseuses | 1740        | huile sur toile           | 61 × 50 cm   | Ca' Rezzonico, Venise                                  |                      |
|       | Scène de genre      | La Fileuse | 1740        | huile sur toile           | 61 × 50 cm   | Ca' Rezzonico, Venise                                  |                      |
|       | Scène de genre      | Les Fileuses | vers 1740   | huile sur toile           | 60 × 49 cm   | Pinacothèque Querini Stampalia                         |                      |
|       | Scène de genre      | Le Gentihomme indiscret | vers 1740   | huile sur toile           | 60 × 50 cm   | Musée national de l'art occidental Tokyo               | Musée                |
|       | Scène de genre      | Le Concert (le Concertino) | 1741        | huile sur toile           | 59 × 48 cm   | Gallerie dell'Accademia de Venise                      | Musée                |
|       | Scène de genre      | La Leçon de Danse | vers 1741   | huile sur toile           | 60 × 48 cm   | Gallerie dell'Accademia de Venise                      | Musée                |
|       | Scène de genre      | La Toilette de la Dame | vers 1741   | huile sur toile           | 60 × 48 cm   | Gallerie dell'Accademia de Venise                      | Musée                |
|       | Scène de genre      | L'atelier du peintre | 1740-1745   | huile sur toile           |              | Ca' Rezzonico, Venise                                  |                      |
|       | Scène de genre      | Le Peintre dans son atelier | 1741-1744   | huile sur toile           | 41 × 53 cm   | Getty Center, Los Angeles                              | Musée                |
|       | Scène de genre      | Le Tailleur | 1742-1743   | huile sur toile           | 60 × 49 cm   | Gallerie dell'Accademia de Venise                      | Musée                |
|       | Scène de genre      | Le Malaise | vers 1744   | huile sur toile           | 50 × 62 cm   | National Gallery of Art, Washington                    | Musée                |
|       | Religieux           | Sainte Barbe martyre | 1744-1745   | fresque                   |              | Chapelle de la Madonna Del Loreto San Pantalon, Venise |                      |
|       | Scène de genre      | Le Jeu de la marmite | vers 1744   | huile sur toile           | 50 × 62 cm   | National Gallery of Art, Washington                    | Musée                |
|       | Scène de genre      | La Danse | 1745-1755   | huile sur toile           | 62 × 50 cm   | Art Institute of Chicago                               | Musée                |
|       | Scène de genre      | La Tentation | vers 1745   | huile sur toile           | 49 × 61 cm   | Wadsworth Atheneum, Hartford                           | Musée                |
|       | Scène de genre      | La Tentation | 1746        | huile sur toile           | 49 × 61 cm   | Metropolitan Museum, New York                          | Musée                |
|       | Scène de genre      | Femme à sa toilette | 1745-1750   | huile sur toile           | 257 × 44 cm  | Art Institute of Chicago                               | Musée                |
|       | Scène de genre      | Une Dame recevant un chevalier | 1745-1755   | huile sur toile           | 61 × 51 cm   | National Gallery, Londres                              | Musée                |
|       | Scène de genre      | La Lettre | 1746        | huile sur toile           | 61 × 49 cm   | Metropolitan Museum, New York                          | Musée                |
|       | Scène de genre      | La Rencontre | 1746        | huile sur toile           | 61 × 49 cm   | Metropolitan Museum, New York                          | Musée                |
|       | Scène de genre      | La Visite | 1746        | huile sur toile           | 61 × 49 cm   | Metropolitan Museum, New York                          | Musée                |
|       | Scène de genre      | Un gentilhomme baisant la main d'une dame | vers 1746   | huile sur toile           | 61 × 49 cm   | National Gallery, Londres                              | Musée                |
|       | Scène de genre      | L’Arracheur de Dents | 1746-1752   | huile sur toile           | 50 × 62 cm   | Pinacothèque de Brera, Milan                           | Musée                |
|       | Scène de genre      | Le Concert en famille | 1750-1755   | huile sur toile           | 50 × 62 cm   | Pinacothèque de Brera, Milan                           | Musée                |
|       | Scène de genre      | Un intérieur avec trois dames et un homme assis                                                                                              | 1750-1755   | huile sur toile           | 61 × 49 cm   | National Gallery, Londres                              | Musée                |
|       | Scène de genre      | La Forlane | vers 1750   | huile sur toile           | 62 × 50 cm   | Ca' Rezzonico, Venise                                  |                      |
|       | Scène de genre      | Le Rhinoceros | 1751        | huile sur toile           | 62 × 50 cm   | Ca' Rezzonico , Venise                                 | Musée                |
|       | Scène de genre      | Exposition d'un rhinoceros à Venise | vers 1751   | huile sur toile           | 61 × 47 cm   | National Gallery, Londres                              | Musée                |
|       | Scène de genre      | L’ambassade du Maure | 1751        | huile sur toile           | 62 × 50 cm   | Ca' Rezzonico , Venise                                 | Musées de Venise     |
|       | Scène de genre      | Le Pharmacien | 1752        | huile sur toile           | 59 × 48 cm   | Gallerie dell'Accademia de Venise                      | Musée                |
|       | Portrait de famille | La Famille Sagredo | 1752        | huile sur toile           | 62 × 51 cm   | Pinacoteca Querini Stampalia                           | Musées de Venise     |
|       | Scène de genre      | La diseuse de bonne aventure | 1752        | huile sur toile           | 61 × 50 cm   | Ca' Rezzonico , Venise                                 | Musées de Venise     |
|       | Portrait de famille | Portrait d'une famille vénitienne avec une servante qui sert du café                                                                         | vers 1752   | huile sur toile           | 60 × 48 cm   | Rijksmuseum, Amsterdam                                 | Musée                |
|       | Scène de genre      | La Leçon de géographie | vers 1752   | huile sur toile           | 62 × 41 cm   | Pinacoteca Querini Stampalia, Venise                   |                      |
|       | Scène de genre      | Le Devin | vers 1752   | huile sur toile           | 60 × 48 cm   | Gallerie dell'Accademia, Venise                        | Musée                |
|       | Scène de genre      | Le petit concert en famille | 1752        | huile sur toile           | 61 × 50 cm   | Ca' Rezzonico, Venise                                  |                      |
|       | Scène de genre      | L'école du travail | vers 1752   | huile sur toile           | 61 × 50 cm   | Ca' Rezzonico, Venise                                  |                      |
|       | Scène de genre      | Le Charlatan |             | huile sur toile           | 56 × 45 cm   | Fondation Bemberg, Toulouse                            | Musée                |
|       | Scène de genre      | Repas à la Maison | vers 1753   | huile sur toile           | 62 × 50 cm   | Rhode Island School of Design Museum                   | Musée                |
|       | Scène de genre      | La visite d'un frère | 1755        | huile sur toile           | 61 × 49 cm   | Ca' Rezzonico, Venise                                  |                      |
|       | Scène de genre      | La vendeuse de Frittole | 1755        | huile sur toile           | 62 × 50 cm   | Ca' Rezzonico, Venise                                  |                      |
|       | Portrait de famille | La Famille Patricienne | 1755        | huile sur toile           | 62 × 50 cm   | Ca' Rezzonico , Venise                                 | Musées de Venise     |
|       | Scène de genre      | Soirée masquée dans une cour | 1755        | huile sur toile           | 62 × 50 cm   | Saint Louis Art Museum                                 | Musée                |
|       | Scène de genre      | Le Baptême série des Sept sacrements inspirée de la série de Crespi                                                                          | 1755-1760   | huile sur toile           | 60 × 49 cm   | Pinacoteca Querini Stampalia, Venise                   |                      |
|       | Portrait            | Portrait d'un noble | 1755-1760   | huile sur toile           | 60 × 49 cm   | Musée civique de Santa Caterina Trévise                |                      |
|       | Scène de genre      | La comunion série des Sept sacrements inspirée de la série de Crespi                                                                         | 1755-1760   | huile sur toile           | 50 × 61 cm   | Pinacoteca Querini Stampalia, Venise                   |                      |
|       | Scène de genre      | La Confession série des Sept sacrements copié de celui de la pinacothèque Querini-Stampalia                                                  | 1755-1760   | huile sur toile           | 50 × 61 cm   | Musée des Offices, Florence                            | Musée des Offices    |
|       | Scène de genre      | Dans les jardins de la lagune | 1755-1760   | huile sur toile           | 50 × 61 cm   | Ca' Rezzonico, Venise                                  |                      |
|       | Scène de genre      | Le Sacrement du mariage série des Sept sacrements inspirée de la série de Crespi                                                             | 1755-1760   | huile sur toile           | 62 × 50 cm   | Pinacoteca Querini Stampalia, Venise                   |                      |
|       | Scène de genre      | Le Chatouillement | 1755        | huile sur toile           | 61 × 48 cm   | Musée Thyssen-Bornemisza, Madrid                       | Musée                |
|       | Scène de genre      | Promenade à cheval | 1755-1760   | huile sur toile           | 62 × 58 cm   | Ca' Rezzonico, Venise                                  | Musées de Venise     |
|       | Scène de genre      | L'essayage | 1755-1760   | huile sur toile           | 62 × 58 cm   | Ca' Rezzonico, Venise                                  | Musées de Venise     |
|       | Scène de genre      | Portrait de William Graham Duc de Montrose                                                                                                   | 1755        | huile sur toile           | 61 × 50 cm   | Ca' Rezzonico, Venise                                  |                      |
|       | Scène de genre      | La Diseuse de bonne aventure | vers 1756   | huile sur toile           | 59 × 49 cm   | National Gallery, Londres                              | Musée                |
|       | Scène de genre      | La vendeuse d'essences | vers 1756   | huile sur toile           | 61 × 51 cm   | Ca' Rezzonico, Venise                                  |                      |
|       | Scène de genre      | Les Alchimistes | vers 1757   | huile sur toile           | 61 × 50 cm   | Ca' Rezzonico, Venise                                  |                      |
|       | Scène de genre      | Le charlatan | 1757        | huile sur toile           | 61 × 50 cm   | Ca' Rezzonico, Venise                                  |                      |
|       | Scène de genre      | Le Ridotto | 1757-1760   | huile sur toile           | 61 × 49 cm   | Académie Carrara, Bergame                              | Musée                |
|       | Scène de genre      | La famille Rezzonico | Après 1758  | huile sur toile           | 61 × 50 cm   | Ca' Rezzonico, Venise                                  |                      |
|       | Scène de genre      | La Chasse au harle | vers 1760   | huile sur toile           |              | Fondation Querini-Stampalia (Venise)                   | Musées de Venise     |
|       | Scène de genre      | La Leçon de musique | vers 1760   | huile sur cuivre          | 45 × 58 cm   | Walters Art Museum, BaltimoreMusée                     |                      |
|       | Scène de genre      | Artiste dessinant une compagnie élégante (Il Cafe)                                                                                           | vers 1760   | huile sur toile           | 61 × 49 cm   | Norton Simon Museum, Pasadena                          | Musée                |
|       | Scène de genre      | Visite d'une bibliothèque | vers 1760   | huile sur toile           |              | Worcester Art Museum, Massachusetts \|\|Musée          |                      |
|       | Scène de genre      | La Leçon de musique | années 1760 | huile sur toile           | 62 × 49 cm   | Gemäldegalerie                                         |                      |
|       | Scène de genre      | La perruquière | années 1760 | huile sur toile           | 62 × 50 cm   | Ca' Rezzonico                                          |                      |
|       | Scène de genre      | La toilette | années 1760 | huile sur toile           | 61 × 50 cm   | Ca' Rezzonico                                          |                      |
|       | Scène de genre      | Le géant Magrath | années 1760 | huile sur toile           | 62 × 50 cm   | Ca' Rezzonico                                          |                      |
|       | Scène de genre      | Colloque de masques | années 1760 | huile sur toile           | 62 × 50 cm   | Ca' Rezzonico                                          |                      |
|       | Scène de genre      | La visite au couvent | années 1760 | huile sur toile           | 62 × 50 cm   | Ca' Rezzonico                                          |                      |
|       | Scène de genre      | La visite en bauta | années 1760 | huile sur toile           | 62 × 50 cm   | Ca' Rezzonico                                          |                      |
|       | Scène de genre      | Le perruquier | années 1760 | huile sur toile           | 63 × 51 cm   | Ca' Rezzonico                                          |                      |
|       | Portrait de groupe  | Portrait de moines, de chanoines et de membres des confréries vénitiennes                                                                    | 1761        | huile sur toile           | 61 × 49 cm   | Pinacothèque Querini Stampalia                         |                      |
|       | Scène de genre      | La Cabane du lion | 1762        | huile sur toile           | 61 × 50 cm   | Galerie d'art Querini Stampalia, Venise                |                      |
|       | Scène d'histoire    | Le Philosophe Pythagore | 1762-1763   | huile sur toile           | 130 × 91 cm  | Gallerie dell'Accademia de Venise                      | Musée                |
|       | Scène de genre      | Le Docteur charlatan | après 1763  | huile sur toile           | 62 × 50 cm   | Musée d'Art du comté de Los Angeles                    | Musée                |
|       | Portrait            | Portrait de Francesco Guardi | 1764        | huile sur toile           | 132 × 100 cm | Ca' Rezzonico                                          |                      |
|       | Scène de genre      | L'Arrivée pour la chasse Série : La Chasse dans la vallée                                                                                    | 1767-1770   | huile sur toile           |              | Pinacoteca Querini Stampalia, Venise                   |                      |
|       | Scène de genre      | La Préparation des fusils Série : La Chasse dans la vallée                                                                                   | 1765-1770   | huile sur toile           | 61 × 50 cm   | Pinacoteca Querini Stampalia, Venise                   |                      |
|       | Scène de genre      | Le Départ pour la chasse Série : La Chasse dans la vallée                                                                                    | 1765-1770   | huile sur toile           | 61 × 50 cm   | Pinacoteca Querini Stampalia, Venise                   |                      |
|       | Scène de genre      | Le tireur dans le tonneau Série : La Chasse dans la vallée                                                                                   | 1765-1770   | huile sur toile           | 61 × 49 cm   | Pinacoteca Querini Stampalia, Venise                   |                      |
|       | Portrait            | Portrait de Matilde Querini Da Ponte pendant de Portrait de Stefano Querini et de Portrait de Marina Querini Benzo Collections particulières | 1772        | huile sur toile           | 84 × 73 cm   | Musée du Louvre, Paris                                 | Base Atlas           |
|       | Scène de genre      | L’Éléphant | 1774        | huile sur toile           | 47 × 61 cm   | Collection privée Vente Sotheby's 2013                 | Catalognue Sotheby's |
|       | Scène de genre      | La Présentation de l’éléphant |             | huile sur toile           | 57 × 70 cm   | Musée des Beaux-Arts de Houston                        | Musée                |
|       | Scène de genre      | Visite au malade | 1774        | huile sur toile           | 60 × 47 cm   | Ca' Rezzonico, Venise                                  |                      |
|       | Portrait            | Portrait de l’évêque Benedetto Ganassoni | 1774        | huile sur toile           | 42 × 26 cm   | Ca' Rezzonico, Venise                                  |                      |
|       | Scène de genre      | Le Chocolat du Matin | 1775-80     | huile sur toile           | 61 × 50 cm   | Ca' Rezzonico , Venise                                 | Musée                |
|       | Scène de genre      | Portrait d'Adriana Giustiniani | 1776-79     | huile sur toile           | 61 × 47 cm   | Ca' Rezzonico , Venise                                 | Musée                |
|       | Scène de genre      | Le Baise main | vers 1780   | huile sur toile           | 61 × 49 cm   | Académie Carrara, Bergame                              | Musée                |
|       | Scène de genre      | Portrait d'un magistrat vénitien | 1780-1789   | huile sur toile           | 131 × 97 cm  | Museo Correr, Venise                                   | Musei Civici         |
|       | Scène d'histoire    | Portrait d'un aristocrate inconnu |             | huile sur toile           | 94 × 76 cm   | Musée d'art d'Indianapolis                             | Musée                |
|       | Scène de genre      | Le Casino (Le Ridotto) |             | huile sur toile           | 85 × 101 cm  | Rijksmuseum , Amsterdam                                | Musée                |